# Alphus
Alphus – rodzaj chrząszczy z rodziny kózkowatych. 

## Zasięg występowania
Przedstawiciele tego rodzaju występują w Ameryce Południowej i Środkowej od Panamy na płn. po Argentynę na płd.

## Systematyka
Do Alphus zaliczanych jest 5 gatunków:
- Alphus alboguttatus
- Alphus capixaba
- Alphus marinonii
- Alphus similis
- Alphus tuberosus.